# Rebecca Mader
Rebecca Leigh Mader (Cambridge, 24 aprile 1977) è un'attrice e produttrice cinematografica britannica.
È nota per il ruolo di Zelena nella serie tv C'era una volta.

## Carriera
Ha lavorato per un anno come modella a New York, prendendo parte alle campagne pubblicitarie di L'Oréal, Colgate e Wella Hair. La carriera televisiva è cominciata con due ruoli nelle note soap dell'ABC: La valle dei pini, dove ha interpretato Morgan Gordon, e Una vita da vivere, dove ha interpretato Margaret Cochran. Nel 2003 è apparsa nella soap Sentieri.
Ha recitato come comparsa in molte serie televisive. Nel 2006 ha ottenuto un ruolo da protagonista nella serie televisiva Justice - Nel nome della legge (2006-2007) prodotta da Fox, dove interpretava l'avvocatessa Alden Tuller. Nel 2008 è entrata nel cast della serie televisiva Lost, nel ruolo dell'antropologa Charlotte Staples Lewis. Si è trattato del suo primo ruolo importante.
Nel 2009 ha interpretato il ruolo Debora Wilton nel film L'uomo che fissa le capre di Grant Heslov.
Nel 2011 ha interpretato il ruolo di Victoria Morrow nella serie televisiva No Ordinary Family e nel 2012 ha fatto un'apparizione in Fringe nei panni di Jessica Holt. Nello stesso anno si è cimentata nel genere comedy interpretando Grace Hudson nella serie televisiva Work It, soppressa a causa del gran numero di recensioni negative. È stata cancellata dall'ABC dopo solo sei episodi.
Nel 2013 ha debuttato sul palcoscenico con la commedia, composta da un solo atto, The Third Date, interpretando Barrie. Lo spettacolo faveva parte dell'Hollywood Fringe Festival.
Nel dicembre del 2013 è stata scelta per interpretare Zelena, la perfida Strega dell'Ovest, nella serie televisiva di successo C'era una volta, ma ha debuttato solo a metà della 3ª stagione nel 2014. Le peculiarità caratteriali dell'attrice e la sua versatilità sui social network hanno coinvolto quasi immediatamente un gran numero di fan della serie. Grazie al grande successo ottenuto nel 2015 il suo personaggio è stato promosso ad un ruolo principale, scelta ponderata anche grazie (ma non soprattutto) all'elevato supporto dei fan.
Con l'avvento del suo ruolo in C'era una volta ha avuto modo di partecipare a molti degli eventi organizzati dai fan a livello mondiale. In Italia è stata ospite della Night ItaCon 2.0 del 2014, la Convention Fantasy italiana organizzata dalla FantasyEvents, associazione culturale senza scopo di lucro.

## Vita privata
È stata sposata con l'uomo d'affari Joseph Arongino. I due hanno divorziato nel 2007.
Il 29 dicembre 2014, tramite Twitter, ha annunciato il fidanzamento con il produttore Marcus Kayne. Il 23 novembre 2016 i due si sono sposati. Il 4 novembre 2019 ha dato alla luce il primo figlio, Milo Kayne.
Il 7 aprile 2021 annuncia la seconda gravidanza. Il 2 settembre 2021 dà alla luce il secondo figlio, Bailey Kayne.

## Filmografia

### Cinema
- Mimic 3: Sentinel, regia di J.T. Petty (2003)
- Replay, regia di Lee Bonner (2003)
- Hitch - Lui sì che capisce le donne (Hitch), regia di Andy Tennant (2005) – non accreditata
- Il diavolo veste Prada (The Devil Wears Prada), regia di David Frankel (2006)
- Great World of Sound, regia di Craig Zobel (2007)
- L'uomo che fissa le capre (The Men Who Stare at Goats), regia di Grant Heslov (2009)
- Ceremony, regia di Max Winkler (2010)
- The Big Bang, regia di Tony Krantz (2011)
- The Rainbow Tribe, regia di Christopher R. Watson (2011)
- Cougars, Inc., regia di K. Asher Levin (2011)
- The Matthew Morrison Story, regia di Nick Corirossi e Charles Ingram – cortometraggio (2011)
- Iron Man 3, regia di Shane Black (2013)

### Televisione
- Madigan Men – serie TV, episodio 1x05 (2000)
- Squadra emergenza (Third Watch) – serie TV, episodio 2x21 (2001)
- La valle dei pini (All My Children) – serial TV, 3 puntate (2003)
- Fastlane – serie TV, episodio 1x18 (2003)
- Sentieri (Guiding Light) – serial TV, 2 puntate (2003)
- Samantha: An American Girl Holiday, regia di Nadia Tass – film TV (2004)
- Una vita da vivere (One Life to Live) – serial TV (2004)
- Law & Order - Il verdetto (Law & Order: Trial by Jury) – serie TV, episodio 1x01 (2005)
- Stella – serie TV, episodio 1x06 (2005)
- Starved – serie TV, episodi 1x01-1x04 (2005)
- Conviction – serie TV, episodio 1x03 (2006)
- Love Monkey – serie TV, episodi 1x01-1x02-1x04 (2006)
- Justice - Nel nome della legge (Justice) – serie TV, 13 episodi (2006-2007)
- Mr. & Mrs. Smith – serie TV, episodio 1x01 (2007)
- Private Practice – serie TV, episodio 1x01 (2007)
- Lost – serie TV, 17 episodi (2008-2010) - Charlotte Staples Lewis
- L'anello di Sophia (Ring of Deceit), regia di Jean-Claude Lord – film TV (2009)
- Law & Order: LA – serie TV, episodio 1x05 (2010)
- No Ordinary Family – serie TV, 5 episodi (2011)
- Amici di letto (Friends with Benefits) – serie TV, episodio 1x11 (2011)
- Covert Affairs – serie TV, episodio 2x07 (2011)
- Alphas – serie TV, episodio 1x09 (2011)
- Aim High – serie TV, episodi 1x01-1x02-1x03 (2011)
- Work It – serie TV, 13 episodi (2012-2013)
- Fringe – serie TV, episodi 4x21 - 4x22 (2012)
- White Collar – serie TV, episodio 4x05 (2012)
- 30 Rock – serie TV, episodio 7x08 (2012)
- Drop Dead Diva – serie TV, episodio 5x13 (2013)
- C'era una volta (Once Upon a Time) – serie TV, 56 episodi (2014-2018)
- Warehouse 13 – serie TV, episodio 5x01 (2014)
- Blue Bloods – serie TV, episodio 5x06 (2014)
- Hawaii Five-0 – serie TV, episodio 5x11 (2015)
- Fire Country – serie TV, 4 episodi (2023)

## Doppiatrici italiane
Nelle versioni in italiano dei suoi film, Rebecca Mader è stata doppiata da:
- Barbara De Bortoli in Justice - Nel nome della legge, L'uomo che fissa le capre, L'anello di Sophia, C'era una volta, Blue Bloods
- Federica De Bortoli in Mimic 3: Sentinel
- Alessandra Chiari in Private Practice
- Selvaggia Quattrini in Lost
- Tatiana Dessi in The Big Bang
- Francesca Fiorentini in Fringe
- Roberta Pellini in White Collar
- Elisabetta Spinelli in Hawaii Five-0
- Rachele Paolelli in Fire Country